# Cautires katarinae
Cautires katarinae – gatunek chrząszcza z rodziny karmazynkowatych i podrodziny Lycinae.
Gatunek ten opisany został po raz pierwszy w 2016 roku przez Alice Jiruskovą, Michala Motykę i Ladislava Bocáka z Uniwersytetu Palackiego na łamach European Journal of Taxonomy. Opisu dokonano na podstawie jednego okazu odłowionego w 2013 roku. Jako miejsce typowe wskazano drogę między wsią Raja a Gua Musang w stanie Kelantan. Epitet gatunkowy nadano na cześć Kateriny Sklenarovej z Uniwersytetu Palackiego.
Chrząszcz o smukłym ciele długości około 8,1 mm. Ubarwiony jest czarno z czerwono owłosionym przedpleczem oraz rudo owłosionymi przednimi częściami żeberek pierwszo- i drugorzędowych na pokrywach. Mała głowa zaopatrzona jest w tęgie, blaszkowate czułki o szerokich i płaskich blaszkach, oraz w duże, półkuliste oczy złożone o średnicach wynoszących 1,29 ich rozstawu. Przedplecze ma około 1,5 mm długości, 1,65 mm szerokości, tępe kąty przednie, wyniesione i proste krawędzie boczne oraz tępe kąty tylne. Listewki dzielą jego powierzchnię na siedem komórek (areoli), z których środkowa jest kompletna, odgraniczona ostrymi listewkami i przylega do tylnego brzegu przedplecza. Listewki przednio-boczne i tylno-boczne są słabo zaznaczone, wskutek czego pozostałe areole są niekompletne. Pokrywy mają równoległe boki i powierzchnię podzieloną dobrze rozwiniętymi żeberkami podłużnymi pierwszorzędowymi i drugorzędowymi oraz gęsto rozmieszczonymi żeberkami poprzecznymi na komórki (areole). Genitalia samca cechują się grubym prąciem, rozszerzonym od nasady do wierzchołkowej 1/5 i w połowie rozszerzenia przewężonym, o szeroko zaokrąglonym szczycie.
Owad orientalny, endemiczny dla Malezji, znany tylko z lokalizacji typowej w stanie Kelantan. Spotkany został na wysokości 980 m n.p.m.